# Kyriani Sabbe
Kyriani Sabbe (* 26. Januar 2005) ist ein belgischer Fußballspieler, der beim FC Brügge in der belgischen Division 1A spielt.

## Karriere
Sabbe begann seine Karriere beim FC Brügge. Ab dem Jahreswechsel 2020/21 spielte er in der U 23-Mannschaft (Club NXT), die in dieser Saison in der Division 1B außer Konkurrenz mitspielte. Er kam auf 7 von 13 möglichen Ligaspielen. In der Saison 2021/22 spielte die Mannschaft wieder in einer eigenen Nachwuchsliga, bevor sie zur Saison 2022/23 endgültig in die Division 1B eingegliedert wurde. Sabbe stand bei 23 von 32 möglichen Ligaspielen für die zweite Mannschaft auf dem Platz, in denen er zwei Tore schoss. Zugleich gab er gegen Ende der Hauptrunde am 2. April 2023 im Auswärtsspiel gegen den KV Mechelen sein Debüt für die erste Mannschaft in der Division 1A und wurde in dieser Saison dort bei insgesamt 3 Spielen eingesetzt.
Im Juni 2023 verlängerte er seine Vertragslaufzeit in Brügge vorzeitig bis Mitte 2025.
In der Saison 2023/24 bestritt er 21 von 40 möglichen Ligaspielen für die erste Mannschaft, in denen er ein Tor schoss, sowie 12 Spiele im Europapokal. Er wurde mit dem FC Brügge belgischer Meister. Dazu kamen drei Spiele in der U 23-Mannschaft in der Division 1B zur Wiedereingliederung nach einer Verletzung. In der nächsten Saison waren es 24 von 40 möglichen Ligaspielen mit wiederum einem Tor, fünf Pokalspiele und sechs Spiele in der Champions League mit ebenfalls einem Tor. Dazu kam ein weiterer Einsatz in der zweiten Mannschaft wieder zum Zweck der Wiedereingliederung. Die Saison endete mit dem Gewinn des belgischen Pokals.

### Nationalmannschaft
Ab der U-15 hat er seit 2020 alle Jugendnationalmannschaften der Belgien durchlaufen. 

## Erfolge
- Belgischer Meister: 2023/24
- Belgischer Pokalsieger: 2024/25